# رالف وايتهيد
رالف وايتهيد (16 أكتوبر 1883 - 23 أغسطس 1956)  (بالإنجليزية: Ralph Whitehead)‏ هو لاعب كريكت بريطاني (وحمل سابقاً جنسية المملكة المتحدة لبريطانيا العظمى وأيرلندا).

## وصلات خارجية
- رالف وايتهيد على موقع إي آس بي آن كريك إنفو (الإنجليزية)